# 魔杖 (哈利波特)

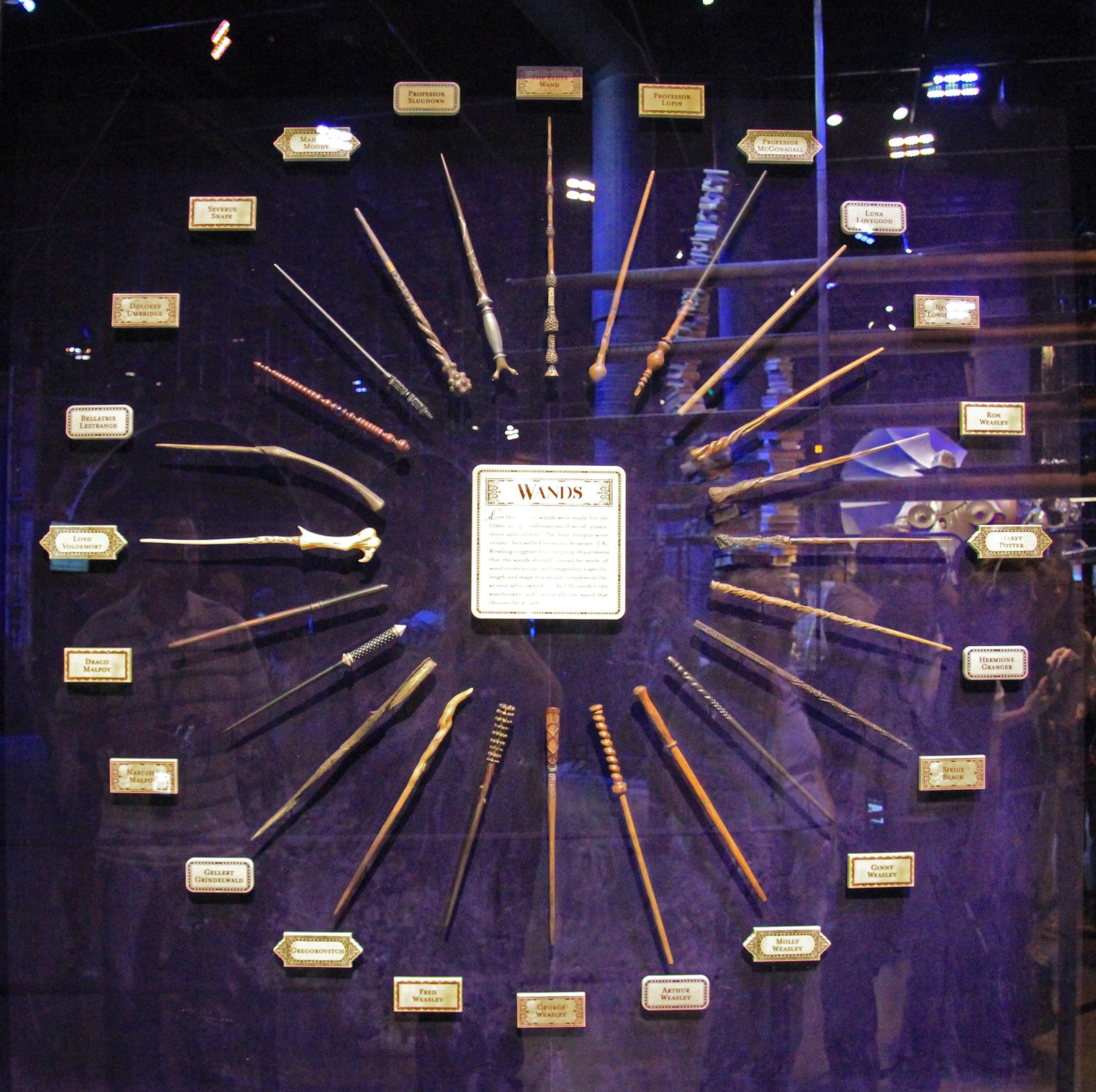
不同《哈利波特》人物所使用的魔杖。

魔杖在J·K·羅琳的小說《哈利波特》系列中為巫師用來施展魔法的工具。巫師可以在沒有魔杖的情況下施展魔法，但是效果可能不如預期。

## 概述
在《哈利波特》系列的世界觀中，每根魔杖都由特殊的木材製成。有魔法的杖芯（Wand Cores）是魔杖的另一個重要元素，龍的心弦、鳳凰羽毛、獨角獸尾毛和迷拉的頭髮皆可用於杖芯。
在每個巫師購賣魔杖時，魔杖會自動選擇主人。中奧利凡德先生對哈利波特說，如果使用了屬於別人的魔杖，效果就會大打折扣。此外，有些魔杖會在原持有者被打敗或死亡後，選擇擊敗原持有者的對象或取走它的對象成為新任主人。

## 設定
哈利·波特的魔杖材質是冬青木，而佛地魔魔杖的材質則是紫杉木；作者羅琳指出，在歐洲的傳統裡冬青樹象徵著驅除邪惡，而紫杉樹則象徵著死亡與重生。哈利波特與佛地魔兩人的魔杖杖芯皆是鳳凰佛客使的羽毛。
英國最著名的魔杖製造師為奧利凡德先生，他的商店位於斜角巷內，佛地魔、哈利·波特等不少巫師的魔杖都是出自他之手；歐陸最著名的魔杖製造師為葛果羅威，他製造了維克多·喀浪的魔杖。

## 品牌
J·K·羅琳和華納兄弟影業共同擁有的跨媒體製作「魔法世界」（Wizarding World）的商標由九支魔杖組成，九支魔杖的擁有者皆為哈利波特系列電影和怪獸系列電影的主角，分別為：佛地魔、榮恩·衛斯理、妙麗·格蘭傑、哈利·波特、阿不思·鄧不利多、紐特·斯卡曼德、蒂娜·金坦、奎妮·金坦和蓋勒·葛林戴華德。這個標誌在2018年3月發布的《怪獸與葛林戴華德的罪行》電影預告中首度出現。
羅琳創立的慈善機構「路摸思」將於2018年10月18日至11月12日期間在倫敦豎立9個巨型魔杖裝置，作為倫敦城市藝術計劃的一部分。

## 文化影響
《哈利波特》系列小說及改編電影推出後，魔杖成為了熱門周邊商品，世界各地的哈利波特相關景點皆有販售，如環球影城的哈利波特的魔法世界。